# 258 a.C.
Il 258 a.C. (CCLVIII a.C. in numeri romani) è un anno  del III secolo a.C.

## Eventi
- Battaglia di Cos: Scontro navale che vede la flotta di Antioco II Teo sconfiggere quella di Tolomeo II d'Egitto.

## Morti
- Annibale Giscone, condottiero cartaginese